# Pieve di San Vittore (Rho)

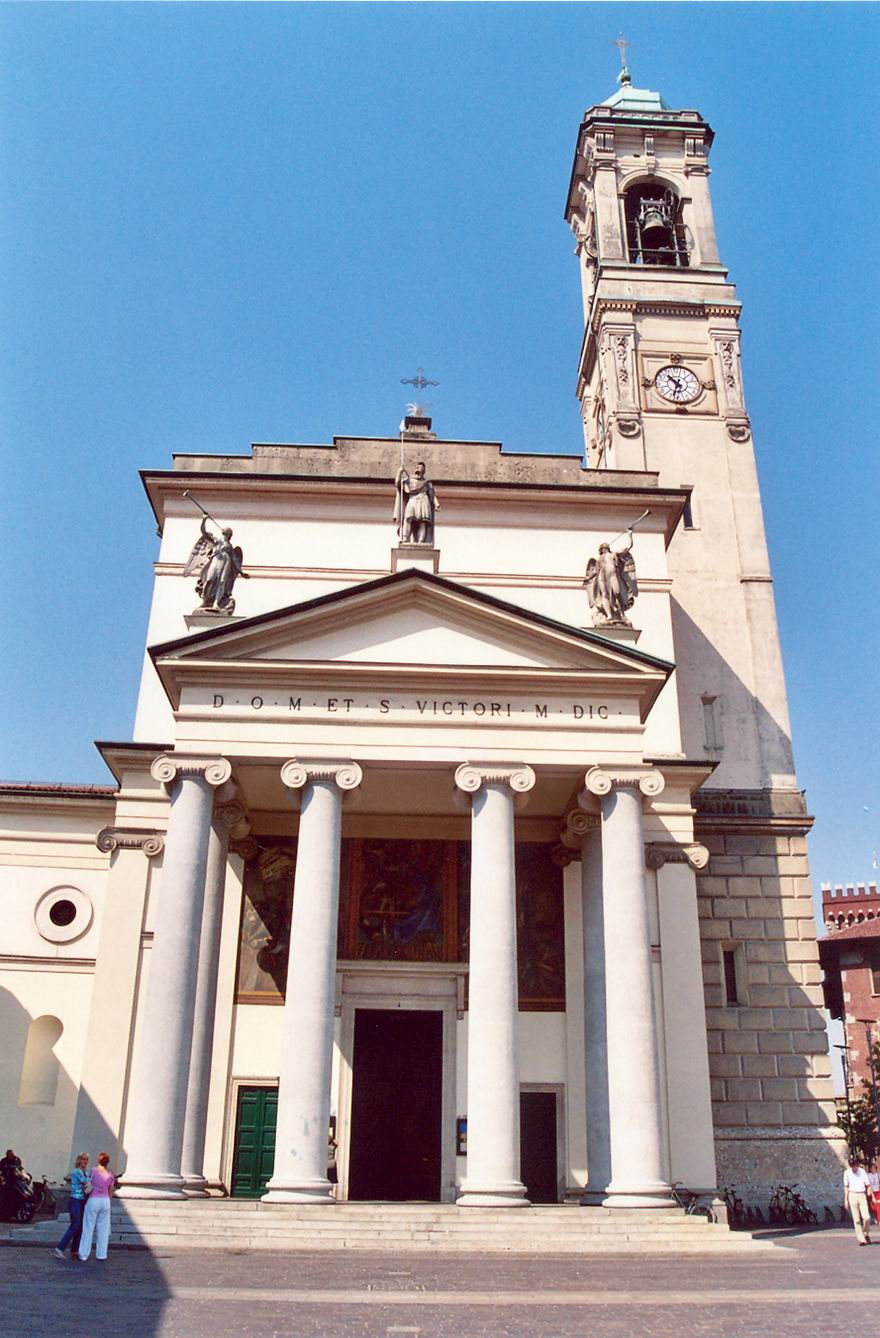
La basilica prepositurale di San Vittore di Rho

La pieve di San Vittore di Rho (in latino Plebis Sancti Victori Raudensis) era il nome di un'antica pieve ecclesiastica dell'arcidiocesi di Milano con capoluogo Rho. Oggi il suo territorio ricade sotto il decanato di Rho e comprende 13 parrocchie.
Il santo patrono è san Vittore, celebrato in città l'8 maggio, al quale è anche dedicata la chiesa prepositurale di Rho.
Contrariamente alla gran parte delle altre pievi, la sua esistenza non fu mai riconosciuta a livello secolare.

## Storia
La pieve di Rho venne costituita verso la fine del XIV secolo e già nel 1398 ci viene indicata come capace di un preposito e tre canonici che sopperivano al bisogno di tre cappellanie. A fronte di questo dinamismo, tuttavia, non arrivò mai un riconoscimento amministrativo, dato che ai fini civili fu sempre sottoposta alla Pieve di Nerviano.
L'ampliamento sostanziale del numero di parrocchie, la pieve di Rho lo ebbe tra XVI e XVIII secolo quando vennero annesse entro i confini della sua pieve le chiese parrocchiali di Cornaredo, Passirana, Pregnana Milanese (1602).
Dal concilio di Trento anche Rho divenne sede vicariale e nel 1843 la sua giurisdizione venne estesa anche alla parrocchia di San Pietro all'Olmo. L'arcivescovo di Milano, Alfredo Ildefonso Schuster, con decreto del 14 settembre 1929, fondò la parrocchia di Santa Maria della Croce di Mazzo (frazione di Rho), che andò ad aggiungersi al novero della pieve, assieme a quella di Santa Maria Nascente di Vighignolo (1930), San Maurizio di Terrazzano, della Visitazione di Maria Vergine di Pero, Santa Maria e Santi Francesco e Antonio di Lucernate (1949) e dei Santi Filippo e Giacomo di Cerchiate (1958).
La pieve sopravvisse sino al 1972 quando l'arcivescovo milanese Giovanni Colombo emanò dei decreti coi quali le pievi milanesi vennero definitivamente soppresse a favore dei moderni decanati, di cui Rho divenne sede.

## Parrocchie
- Prepositurale di Rho, da S. Stefano di Nerviano
  - 1580
- Parrocchia di Sant'Ambrogio ad Nemus di Passirana, da S. Stefano di Nerviano
  - 1602
- Parrocchia dei Santi Giacomo e Filippo di Cornaredo, da S. Stefano di Nerviano
- Parrocchia dei Santi Pietro e Paolo di Pregnana, da S. Stefano di Nerviano
  - 1843
- Parrocchia di San Pietro all'Olmo di Cornaredo, neocostituita in loco
  - 1929
- Parrocchia della Santa Croce di Mazzo di Rho, neocostituita in loco
- Parrocchia di San Maurizio di Terrazzano di Rho, neocostituita in loco
  - 1930
- Parrocchia di Santa Maria Nascente di Vighignolo, da S. Giovanni di Cesano
- Parrocchia della Visitazione di Maria Vergine di Pero, da S. Giovanni di Trenno
  - 1949
- Parrocchia di Santa Maria e Santi Francesco e Antonio di Lucernate di Rho, neocostituita in loco
  - 1958
- Parrocchia dei Santi Filippo e Giacomo di Cerchiate di Pero, neocostituita in loco
- Parrocchia di San Giovanni Battista di Rho, neocostituita in loco
  - 1959
- Parrocchia di San Michele arcangelo di Rho, neocostituita in loco